# Jesse Hutch
Jesse Hutch, nome d'arte di Jesse Hutchakowski (Alberta, 12 febbraio 1981), è un attore canadese.

## Biografia
Hutch è nato ad Alberta e cresciuto in diversi posti del Canada. Ha frequentato l'Outdoor Education Program al Algonquin College. È stato guida di zattere in acque bianche per 4 anni prima di intraprendere la carriera di attore.
Ha esordito come attore nel 2001 recitando in un episodio della serie Dark Angel. Nel 2003 ha recitato nel film Freddy vs. Jason. In seguito ha recitato in diversi film tra i quali The Butterfly Effect (2004), Air Force Two (2006), A Dangerous Man - Solo contro tutti (2009),  Ancora 12 Rounds (2013) e Torn: Dark Bullets (2020).
Hutch ha recitato anche in molte serie televisive tra le quali 
Tru Calling,  4400, Smallville,  Kyle XY, True Justice, Arrow, Cedar Cove, The 100 , L'uomo nell'alto castello, Supernatural e Project Blue Book.

### Vita privata
Nel 2009 ha sposato la sua fidanzata Lorelei.

## Filmografia

### Attore

#### Cinema
- Freddy vs. Jason, regia di Ronny Yu (2003)
- The Butterfly Effect, regia di Eric Bress e J. Mackye Gruber (2004)
- Have You Heard? Secret Central, regia di Ron Oliver (2004) uscito in home video
- Air Force Two (In Her Line of Fire), regia di Brian Trenchard-Smith (2006)
- The Tooth Fairy, regia di Chuck Bowman (2006) uscito in home video
- A Dangerous Man - Solo contro tutti (A Dangerous Man), regia di Keoni Waxman (2009) uscito in home video
- The Islands, regia di Cory Alexander MacLean – cortometraggio (2010)
- Diaper Run, regia di Brandon Reed – cortometraggio (2012)
- Ancora 12 Rounds (12 Rounds 2: Reloaded), regia di Roel Reiné (2013)
- Radio Killer 3 - La corsa continua (Joy Ride 3: Road Kill), regia di Declan O'Brien (2014) uscito in home video
- Il resort dell'amore (Love's Last Resort), regia di Brian Herzlinger (2017)
- Tiramisu, regia di Matt Wells – cortometraggio (2018)
- Two Graves, regia di Andrew Gerard Henderson – cortometraggio (2018)
- Perilaxis, regia di Andrew Gerard Henderson – cortometraggio (2018)
- Line of Fire, regia di Michael Johnston – cortometraggio (2018)
- Giltrude's Dwelling, regia di Jeremy Lutter – cortometraggio (2019)
- Coffee & Kareem, regia di Michael Dowse (2020) non accreditato
- Torn: Dark Bullets, regia di Dan Rizzuto (2020)

#### Televisione
- Dark Angel – serie TV, 1 episodio (2001)
- Just Cause – serie TV, 1 episodio (2002)
- Taken – miniserie TV (2002)
- Peacemakers - Un detective nel West (Peacemakers) – serie TV, 1 episodio (2003)
- Tru Calling – serie TV, 1 episodio (2004)
- American Dreams – serie TV, 10 episodi (2002-2004)
- 4400 (The 4400) – serie TV, 1 episodi (2004)
- La vera storia di Mork & Mindy (Behind the Camera: The Unauthorized Story of Mork & Mindy), regia di Neil Fearnley – film TV (2005)
- Smallville – serie TV, 3 episodi (2002-2005)
- Romeo! – serie TV, 1 episodi (2006)
- Fallen - Angeli caduti (Fallen), regia di Mikael Salomon – film TV (2006)
- Termination Point, regia di Jason Bourque – film TV (2007)
- Nightmare, regia di Terry Ingram – film TV (2007)
- A.M.P.E.D., regia di Robert Lieberman e Frank Spotnitz – film TV (2007)
- About a Girl – serie TV, 13 episodi (2007-2008)
- Kyle XY – serie TV, 5 episodi (2009)
- Sul filo del pericolo (A Trace of Danger), regia di Terry Ingram – film TV (2010)
- V – serie TV, 1 episodio (2010)
- Hellcats – serie TV, 1 episodio (2011)
- Three Weeks, Three Kids, regia di Mark Jean – film TV (2011)
- A Mile in His Shoes, regia di William Dear – film TV (2011)
- I-5 - Il killer dell'autostrada (Hunt for the I-5 Killer), regia di Allan Kroeker – film TV (2011)
- Heartland – serie TV, 2 episodi (2011-2012)
- C'era una volta (Once Upon a Time) – serie TV, 1 episodio (2012)
- Love Training: Lezioni d'amore (How to Fall in Love), regia di Mark Griffiths – film TV (2012)
- True Justice – serie TV, 13 episodi (2012)
- The Dark Corner, regia di Andy Mikita – miniserie TV (2013)
- Let It Snow, regia di Harvey Frost – film TV (2013)
- Arrow – serie TV, 6 episodi (2013-2014)
- Almost Human – serie TV, 1 episodio (2014)
- Tutti i cani dei miei ex (My Boyfriends' Dogs), regia di Terry Ingram – film TV (2014)
- Motive – serie TV, 1 episodio (2015)
- Cedar Cove – serie TV, 20 episodi (2014-2015)
- La luna di settembre (Harvest Moon), regia di Peter DeLuise – film TV (2015)
- Un Babbo Natale tutto nuovo (Becoming Santa), regia di Christie Will Wolf – film TV (2015)
- Dead of Summer – serie TV, 1 episodio (2016)
- Stake Out – serie TV, 5 episodi (2016-2017)
- Casa dolce casa (Peter DeLuise), regia di Paul Shapiro – film TV (2017)
- The Lost Wife of Robert Durst, regia di Yves Simoneau – film TV (2017)
- Un amore nella neve (Snowmance), regia di Douglas Mitchell – film TV (2017)
- The Crossing – serie TV, 1 episodio (2018)
- GONE: My Daughter, regia di Jeff Beesley – film TV (2018)
- Take Two – serie TV, 1 episodio (2018)
- Pretty Little Stalker (The Danger of Positive Thinking), regia di Sam Irvin – film TV (2018)
- Hudson & Rex – serie TV, 1 episodio (2019)
- The 100 – serie TV, 1 episodio (2019)
- Wu Assassins – serie TV, 1 episodio (2019)
- L'uomo nell'alto castello (The Man in the High Castle) – serie TV, 1 episodio (2019)
- A Very Vintage Christmas, regia di Paul A. Kaufman – film TV (2019)
- Supernatural – serie TV, 2 episodi (2013-2020)
- Project Blue Book – serie TV, 1 episodio (2020)
- My Birthday Romance, regia di Heather Hawthorn Doyle – film TV (2020)
- Chateau Christmas, regia di Michael Robison – film TV (2020)
- Inn for Christmas, regia di Jesse D. Ikeman – film TV (2020)
- Batwoman – serie TV, 2 episodi (2020-2021)

### Regista
- Ghosts of Europe – cortometraggio (2012)
- Stake Out – serie TV, 5 episodi (2016-2017)

### Produttore
- Ghosts of Europe – cortometraggio (2012)
- Stake Out – serie TV, 5 episodi (2016-2017)

### Sceneggiatore
- Stake Out – serie TV, 4 episodi (2016-2017)

### Doppiatore
- Gears of War 4 (2016) videogioco

## Doppiatori italiani
Nelle versioni in italiano delle opere in cui ha recitato, Jesse Hutch è stato doppiato da:
- Andrea Mete in True Justice, A Dangerous Man - Solo contro tutti, Motive
- Riccardo Petrozzi in Snowmance, Natale tutto incluso
- Paolo Vivio in Smallville (ep. 1x10)
- Stefano Crescentini in Smallville (ep. 2x06)
- Gianluca Crisafi in Smallville (ep. 4x18)
- Alessandro Rigotti in Radio Killer 3 - La corsa continua
- Federico Talocci in Tutti i cani dei miei ex

## Riconoscimenti
- 2012 – 168 Film Festival[1]
  - Miglior film internazionale per Ghosts of Europe (con Jamie Rauch)

- 2018 – Chilliwack Independent Film Festival[1]
  - Nomination Miglior attore per Perilaxis